# Hélène Bons
Hélène Bons (även Bonze, gift Hummel), född 1903 i Frankrike;, död 26 januari 1999, var en fransk friidrottare med hoppgrenar som huvudgren. Bons blev guldmedaljör vid den andra Damolympiaden 27 till 29 augusti 1926 och var en pionjär inom damidrott.

## Biografi
Hélène Bons föddes 1903 i norra Frankrike, i ungdomstiden var hon aktiv friidrottare och gick senare med i idrottsföreningen "ALP" i Le Perreux-sur-Marne, senare tävlade hon för "Alsacienne Lorraine de Paris".
Den 14 juli 1926 blev hon fransk mästare i höjdhopp (med fransk rekord) vid tävlingar i Bry-sur-Marne, den 10 juli 1927 tog hon silvermedalj i franska mästerskapen vid tävlingar i Roubaix. 1929 blev hon åter fransk mästare vid tävlingar i Saint-Maur-des-Fossés, vid mästerskapen 1935 och 1937 slutade hon på 4:e plats.
Bons deltog sedan i den andra damolympiaden 27–29 augusti 1926 i Göteborg, under idrottsspelen vann hon guldmedalj i höjdhopp.
Bons deltog även vid Olympiska spelen 1928 i Amsterdam där hon kom på 11:e plats i höjdhopp.